# Edward Hadrill Clayton
Edward Hadrill Clayton, britanski general, * 1899, † 1962.